# Religia w San Marino
Główną religią w San Marino jest katolicyzm, który wyznaje większość społeczeństwa (ponad 90%).

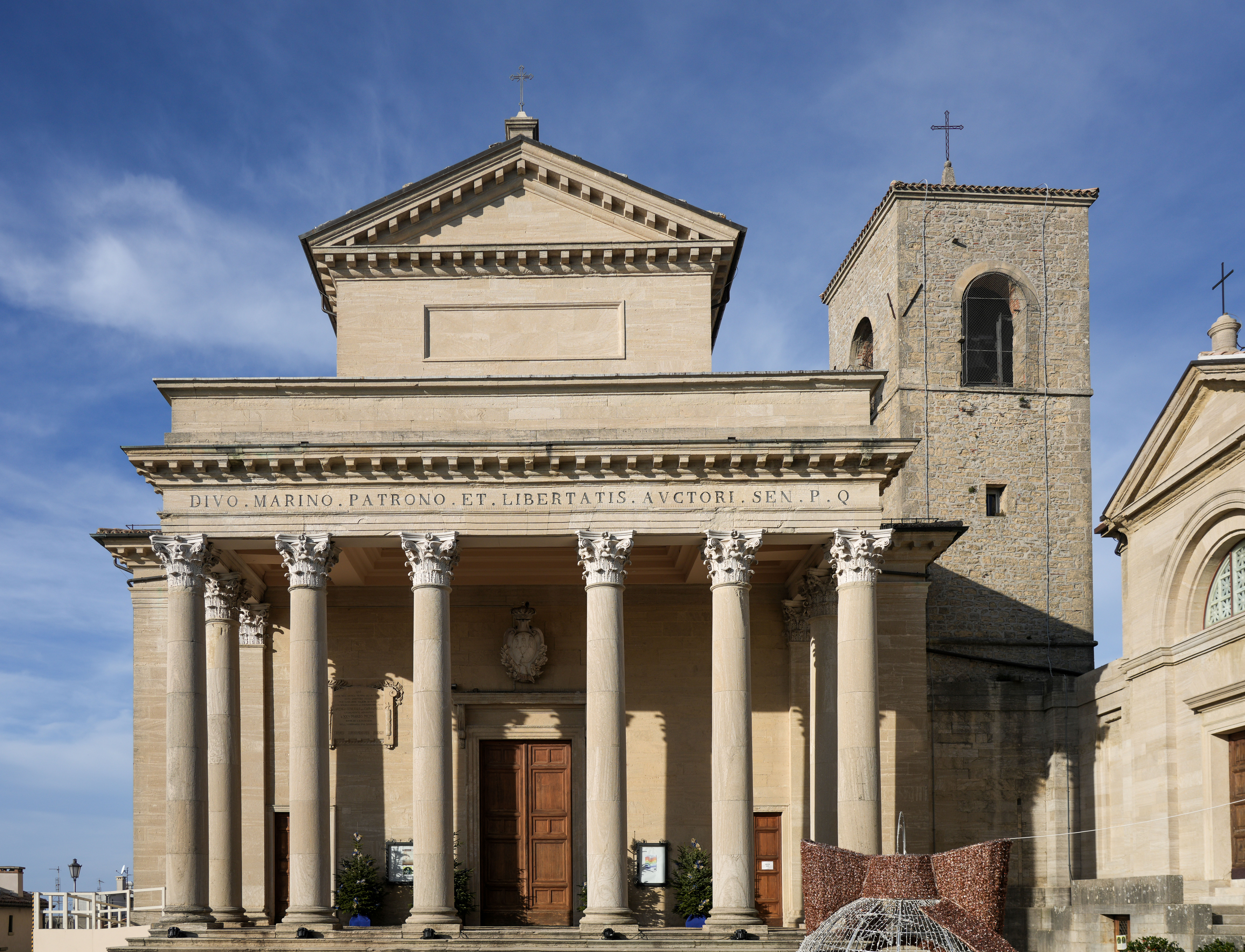
Bazylika świętego Maryna w San Marino

Religia w San Marino według „Pew Research Center” w 2010
     Katolicyzm (90.5%)
     Protestantyzm (0.3%)
     Świadkowie Jehowy (0.8%)
     Judaizm (0.3%)
     Ateizm/Niezrzeszeni (7.2%)
     Inna Religia (0.9%)

## Kościół Katolicki

### Kościół Rzymskokatolicki
Kościół Rzymskokatolicki jest wyznawany przez znaczną większość społeczeństwa, bo przez ponad 90% społeczeństwa całego państwa. Całe San Marino należy do diecezji San Marino-Montefeltro, jednak biskup mieszka w Pennnabilli we Włoszech. W całym kraju znajduje się łącznie 12 rzymskokatolickich parafii. W San Marino znajduje się Bazylika św. Maryna i 11 innych kościołów.

### Odwiedziny papieży
W historii San Marino kraj odwiedziło dwóch papieży.

#### Jan Paweł II
Osobny Artykuł: Podróż apostolska Jana Pawła II do San Marino
Jan Paweł II odwiedził San Marino w swej najkrótszej (trwającej 5 godzin) 15. pielgrzymce 29 sierpnia 1982 roku w Seravalle.

#### Benedykt XVI
Benedykt XVI również swoją najkrótszą zagraniczną podróż odbył do San Marino. Odbyła się ona w czerwcu 2011.

## Protestantyzm
Protestantyzm w San Marino to niewielka grupa złożona z jedynie 0,3% ludności.

## Świadkowie Jehowy
Społeczność wyznaniowa Świadków Jehowy w San Marino liczyła w 2022 roku 191 głosicieli, należących do 2 zborów. Działalność w San Marino rozpoczęli w roku 1958.

## Judaizm
Według Pew Research Center w San Marino w 2010 roku żyło 90 żydów. Żydzi pojawili się w San Marino ok. 600 roku.

### Historia
Osobny artykuł: Historia Żydów w San Marino.